# Michela Catena
Michela Catena (née le 11 septembre 1991  à Civitavecchia) est une joueuse italienne de volley-ball. Elle mesure 1,91 m et joue au poste de réceptionneuse-attaquante.

## Clubs
| Club                       | Pays   | De        | À         |
| -------------------------- | ------ | --------- | --------- |
| Civitavecchia              | Italie | 2005-2006 | 2007-2008 |
| Volleyrò di Casal De Pazzi | Italie | 2008-2009 | 2008-2009 |
| Fidia Volley               | Italie | 2009-2010 | 2009-2010 |
| River Volley Piacenza      | Italie | 2010-2011 | 2010-2011 |
| Verona Volley Femminile    | Italie | 2011-2012 | 2012-2013 |
| Crovegli Volley            | Italie | 2013-2014 | …         |